# Longcun, Fujian
Longcun (kinesiska: 龙村) är en socken i sydöstra Kina. Den ligger i Jian'ou i staden Nanping i provinsen Fujian, omkring 150 kilometer nordväst om provinshuvudstaden Fuzhou. Antalet invånare är 13 114. Befolkningen består av 6 253 kvinnor och 6 861 män. Barn under 15 år utgör 24,0 %, vuxna 15-64 år 66 %, och äldre över 65 år 8,0 %.